# Ахирам
Ахирам (примерно около 1000 пр.н.е. ) е финикийски цар на Бибъл.
Полулегендарна владетелска личност, отъждествявана и с Хирам. Известен е само от финикийския надпис на прословутия му саркофаг на цар Ахирам, разкрит през 1923 г.
Негов приемник бил сина му – Итобаал. 